# Saluda County
Saluda County är ett administrativt område i delstaten South Carolina, USA. År 2010 hade county 19 875 invånare. Den administrativa huvudorten (county seat) är Saluda.  

## Geografi
Enligt United States Census Bureau så har countyt en total area på 1 197 km². 1 171 km² av den arean är land och 23 km² är vatten. 

### Angränsande countyn
- Newberry County, South Carolina - nord
- Lexington County, South Carolina - öst
- Aiken County, South Carolina - syd
- Edgefield County, South Carolina - sydväst
- Greenwood County, South Carolina - nordväst